# جامعة السلطان قابوس
جامعة السلطان قابوس هي جامعة عمانية حكومية تتمتع بالاستقلال الإداري والمالي عن الوزارات الحكومية المعنية بالتعليم العالي، تعدّ أول جامعة في سلطنة عمان، وبها تسع كليات ذات اختصاصات متنوعة في حين يعدّ خريجو الجامعة من روَاد سوق العمل في سلطنة عمان.

## نافذة تاريخية
بدأت أعمال بناء الجامعة في عام 1982 واستقبلت الدفعة الأولى من طلابها عام1986م. وقد أصدر السلطان قابوس بن سعيد مرسوماً سلطانياً رقم 9/86 بإنشاءها وحدد هذا المرسوم بداية الدراسة في الجامعة في خمس كليات هي: كلية التربية وكلية الهندسة وكلية الطب والعلوم الصحية وكلية العلوم الزراعية والبحرية وكلية العلوم. وبعد ذلك تم إضافة كلية الآداب عام 1987م وكلية التجارة والاقتصاد عام 1993م وإلحاق كلية الحقوق عام 2006م وأخيراً إضافة كلية التمريض عام 2008م، ليكون بذلك عدد كليات الجامعة تسع كليات.

## الحرم الجامعي
إن تصميم الحرم الجامعي وتشييده نفذ بعناية فائقة لتحقيق هذه الأهداف بالإضافة إلى الشكل العام لمباني الجامعة التي روعي عند التخطيط لها أن تلبي الحاجات البشرية والثقافية والروحية لكل من الطلاب وأعضاء هيئة التدريس والموظفين على حدٍ سواء.
إن إنشاء جامعة السلطان قابوس في واد يقع عند سفوح الجبال العمانية الشاهقة يجعلها تبدو من ناحية معمار البناء كصف من المباني التي تم تصميمها مع اقواس وساحات متنوعة وقد تم بناؤها بالحجارة الرملية ذات اللونين الأبيض والزهري بطريقة تعكس الفن المعماري التقليدي والإسلامي. وقد تم إنشاء الجامعة في أحدالمحاور بواد يقابل في إحدى نهاياته جهة مكة المكرمة. ويبدأ خط هذا المحور عند بوابات الدخول إلى الجامعة ويسير خلال مبنى إدارة الجامعة.

## الرؤية
أن تحافظ الجامعة على دورها الريادي في مجالي التعليم العالي وخدمة المجتمع داخل السلطنة، وأن تتميّز دوليا بجودة بحوثها العلمية الابتكارية وخريجيها وشراكاتها الاستراتيجية 

## الرسالة
التميز في التعليم والتعلم، والبحث العلمي والابتكار، وخدمة المجتمع، من خلال تعزيز مبادئ التحليل العلمي والتفكير الإبداعي في بيئة أكاديمية محفزة، والمشاركة في إنتاج المعرفة وتطويرها ونشرها، والتفاعل مع المجتمعين المحلي والدولي

## القيم
تلتزم جامعة السلطان قابوس بالحفاظ على القيم الأساسية التالية:
- التميز
- الولاء
- النزاهة
- المصداقية
- المساواة
- الالتزام
- روح الزمالة

## الأهداف
تهدف الجامعة كما نص قانونها الصادر بالمرسوم السلطاني رقم (71/2006) بتاريخ 2 يوليو 2006م إلى تحقيق ما يأتي:
أولاً: في مجال التعليم العالي
- إعداد أجيال جامعية تعي تراثها الحضاري والإسلامي وتحرص على ترسيخ إيمانها بالله وولائها للوطن والسلطان.
- إعداد الشباب العماني المتمتع بالخلق القويم، الحريص على الالتزام بالنهج العلمي، وتأهيله أكاديمياً وفنياً وتعويده الاعتماد على النفس والاستعداد المستمر لخدمة الوطن
- إعداد الشباب العماني القادر على الإبداع والابتكار والتعلم الذاتي مدى الحياة.
- تزويد المجتمع العماني بالاختصاصيين والخبراء في مختلف المجالات مع مراعاة الاحتياجات المتطورة لسوق العمل وذلك في إطار سياسة الدولة لتنمية الموارد البشرية.
- االتجديد المستمر للعملية التعليمية على مستوى الدرجة الجامعية الأولى والدراسات العليا.

ثانياً: في مجال البحث العلمي
- إجراء البحوث والدراسات النظرية والتطبيقية لخدمة المجتمع والمشاركة في إيجاد الحلول العلمية لمشاكله الاجتماعية والاقتصادية.
- ربط بحوث ودراسات الجامعة المختلفة بخطط التنمية الشاملة وبالرؤية المستقبلية للمجتمع.
- إعداد أجيال من العلماء والباحثين والخبراء العمانيين القادرين على العمل المنظم المبدع في شتى مجالات العلوم والآداب والفنون والتقنية.

ثالثاً: في مجال خدمة المجتمع وتنميته
- المشاركة في خدمة المجتمع وتنميته من خلال التفاعل المباشر والمستمر مع مؤسساته الاقتصادية والاجتماعية والثقافية وتقديم المشورة العلمية والفنية لهذه المؤسسات، بما يؤدى إلى استفادة المجتمع من طاقات الجامعة وإمكانياتها.
- تنمية الموارد البشرية العمانية وزيادة كفاءتها من خلال توفير برامج التعليم والتدريب المستمر لجميع مؤسسات المجتمع ونشر الثقافة العلمية والإنسانية بين أبناء المجتمع العماني.

رابعاً: في مجال التعاون مع المؤسسات العلمية الأخرى
- تدعيم الصلات والروابط العلمية وتبادل الخبرات مع الجامعات والمؤسسات العلمية في جميع الدول، بخاصة دول مجلس التعاون لدول الخليج العربية.
- التفاعل مع التجارب والخبرات العلمية العالمية في مجالات الفكر والعلم والثقافة.

خامساً: في مجال تقييم الأداء
الاستفادة من نتائج دراسات تقييم المستوى التي تقوم بها فرق العمل الاستشارية وخصوصاً في المجالات التالية:
- تنظيم العلاقة بين مجلس الجامعة ومؤسساتها في الجوانب الأكاديمية والإدارية بما يسهم في تبسيط الإجراءات.
- تطوير برامج التدريس ومعايير الجودة وتشجيع الأنشطة الطلابية.
- وضع البرامج الكفيلة بتطوير قدرات أعضاء هيئة التدريس في الجامعة للارتقاء بمستوى أدائهم وإيجاد الحوافز اللازمة لذلك.
- تطوير خطط وبرامج البحوث العلمية والتدريب البحثي.
- التعاون بين الجامعة والهيئات الدولية المتخصصة.

## مجلس الجامعة
يختص مجلس الجامعة برسم السياسة العامة للجامعة وله اتخاذ ما يراه لازما لتحقيق أهدافها، حسب ما ورد في المادة (6) من قانون الجامعة 
| رئيســـــــــة مجلس الجامعة      | معالي الأستاذة الدكتورة/ رحمة بنت إبراهيم المحروقية      | وزيــــــــرة وزارة التعليم العالي والبحث العلمي والابتكار               |
| نائب رئيس مجلس الجـامعة          | صاحب السمو السيد الدكتور/ فهد بن الجلندى بن ماجد آل سعيد | رئيس جــــــــــامعة السلطـــــــان قابوس                                |
| وكـــــــــــــلاء الـــــوزارات | سعادة الدكتور/ محمد بن سيف الحوسني                       | وكيل وزارة الصحة للشؤون الصحية                                           |
| وكـــــــــــــلاء الـــــوزارات | سعادة الأستاذ الدكتور/ عبدالله بن خميس أمبوسعيدي         | وكيل وزارة التربية والتعليم للتعليم                                      |
| وكـــــــــــــلاء الـــــوزارات | سعادة الدكتور/ سيف بن عبدالله الهدابي                    | وكيل وزارة التعليم العالي والبحث العلمي والابتكار للبحث العلمي والابتكار |
| وكـــــــــــــلاء الـــــوزارات | سعادة الشيخ/ نصر بن عامر الحوسني                         | وكيل وزارة العمل للعمل                                                   |
| الشخصيـات العامة وذوي المكــانة  | الفاضل/ عبدالله بن زهران الهنائي                         | الرئيس التنفيذي للبنك الوطني العماني                                     |
| الشخصيـات العامة وذوي المكــانة  | المهندس/ سالم بن ناصر البرطماني                          | الرئيس التنفيذي لشركة أريج للزيوت النباتية ومشتقاتها                     |
| الشخصيـات العامة وذوي المكــانة  | الدكتورة/ آمنة بنت ربيع بيت مبروك                        | كاتبة مسرحية وباحثة في النقد والأدب الحديث                               |
| ممثلو هيئة التدريس               | الدكتور/ وليد بن سعيد المرزوقي                           | كلية العلوم الزراعية والبحرية                                            |
| ممثلو هيئة التدريس               | الدكتورة/ مها بنت خميس البلوشية                          | كلية الاقتصاد والعلوم السياسية                                           |
| عضــــــــــو ومقــــــــرر      | الأستاذ الدكتور/سالم بن حمود الحارثي                     | نائب الرئيس للشؤون الأكاديمية وخدمــــة المجتمع                          |

## مبنى الإدارة
وقد تم الأخذ بعين الاعتبار خلال فترة التصميم أهمية وجود المناظر الطبيعية في جامعة السلطان قابوس، ومنذ ذلك الحين أصبحت الشتلات الأصلية التي تمت زراعتها تشكل حدائق خضراء ومغارس أزهار، وتشتمل المزروعات النباتية فيها على عينات مألوفة في عمان ومناطق الخليج وهي تنمو وتزهر في بيئة جافة. وتلعب هذه المناظر الطبيعية دورًا مؤثرًا في توفير الظل والحماية من الريح بالإضافة إلى أنها تقدم عرضًا رائعًا لألوان الأزهار والأوراق الخضراء على مدار العام. أما فيما يتعلق بالتصميم الأنيق لمباني الحرم الجامعي، فقد كانت المؤثرات التي شكلت التقاليد المعمارية العمانية والإسلامية هي التي تم اتباعها والسير على هداها. وكان هناك تأثر آخر أساسي وهو التأثر بالبيئة الصحراوية التي حددت شكل الهندسة المعمارية الإسلامية، وظهر كل ذلك في الحرم الجامعي متمثلًا في صفوف الأشجار وأروقة الأعمدة والواجهات، أو ما يعرف (بالمشربيات) التي تلعب دورًا مؤثرًا في زينة المكان، كما تسمح بمرور النسيم إضافة إلى الساحات المزروعة بالأشجار والنباتات تم البرك ونوافير المياه التي تساعد على صفاء العقول والنفوس. إن الفكرة الرئيسية في براعة البناء هي إحياء واسترجاع ذكرى فن العمارة الإسلامي، الذي ظهر بصورة متماثلة في عملية تصميم البناء الجامعي بأكمله.
أما التوجه الإسلامي المتًبع في فصل الذكور عن الإناث خلال عملية التعليم فقد كان له أثره في تصميم البناء الجامعي حيث أنشئت مداخل منفصلة للكليات من خلال ممرات مشاة سفلية وعلوية لكل من الرجال والنساء، إضافة إلى مقاعد منفصلة للجنسين في قاعات الدرس والمحاضرات. وبالإجمال فإن الحرم الجامعي يمثل لوحة فنية تعكس التراث المعماري العماني والإسلامي، بالإضافة إلى تلبية كل مستلزمات وكفايات الحياة العصرية. وكانت النتيجة لكل ذلك واضحة في إيجاد بيئة تعليمية وحياتية تتميز بالجانب العملي والجاذبية في آن معًا.

## الشهادات المعتمدة
تمنح جامعة السلطان قابوس البكالوريوس في التخصصات التالية:
- الموارد والطاقة والبيئة.
- العلوم البيولوجية والهندسة البيولوجية
- علم وهندسة المواد
- الرياضيات التطبيقية والعلوم الحاسوبية
- الكيمياء والهندسة الأحيائية
- الهندسة الميكانيكية
- التربية العملية والنظرية بشتى فروعها
- العلوم الطبية المتنوعة
- الآداب والعلوم الاجتماعية
- الاقتصاد والعلوم السياسية

وكذلك تمنح الجامعة درجة الدكتوراه في 29 تخصصاً من كلياتها المختلفة عدا التمريض والحقوق.

## المكتبة
أنشأت المكتبة الرئيسية عام 1986، وفتحت أبوابها للطلاب وأعضاء هيئة التدريس في شهر سبتمبر من نفس العام، وظلت المكتبة في نمو مطرد منذ تأسيسها وإلى الآن، حيث بلغت مقتنياتها 233695 مجلدا و8096 مادة سمعية وبصرية، وحوالي 3342 عنوان دورية وثقافية (481 عربية و2861 إنجليزية) منها 1398 جارية (235 عربية و1163 إنجليزية).
أما اليوم فالمكتبة الرئيسة قد انتقلت إلى مبناها الجديد بالمركز الثقافي تنفيذا للأوامر السلطانية، كما وتوجد مكتبات متخصصة في كليات الجامعة المختلفة

## المكتبة الطبية
المقدمة
الرؤية
الرسالة
الاهداف

## المراكز البحثية
1. التميز في التقنية الحيوية البحرية
2. مركز أبحاث الاتصالات والمعلومات[4]
3. رصد الزلازل
4. الدراسات والبحوث البيئية
5. أبحاث النفط والغاز
6. الدراسات العمانية
7. الاستشعار عن بعد ونظم المعلومات الجغرافية
8. أبحاث المياه
9. البحوث الإنسانية
10. أبحاث علوم الأرض
11. أبحاث الطاقة المستدامة
12. تقنية النانو
13. البحوث الطبية

## المركز الخدمية
1. خدمة المجتمع والتعليم المستمر
2. نظم المعلومات
3. تقنيات التعليم
4. تنمية الموارد البشرية (اعداد وتطوير العاملين سابقا)
5. التوجيه الوظيفي
6. الإرشاد الطلابي
7. مركز التعلم الذاتي
8. مركز التميّز في التعليم والتعلم
9. مركز الداراسات التحضيرية (مركز اللغات سابقا)

يوجد في المركز وحدتان أساسيتان هما وحدة الاختبارات ووحدة تطوير المناهج. تقوم وحدة الاختبارات بتصميم وإعداد الاختبارات اللازمة لتحديد المستويات والقدرات اللغوية للطلاب الملتحقين حديثًا بالجامعة، بالإضافة إلى إعداد وتصميم اختبارات اللغة الإنجليزية التي تعد جزءًا من متطلبات القبول في أي برامج تعليمية يتم إعدادها من قبل الجامعة كاختبار تحديد المستوى لطلبة الماجستير.
كما يتم تدريس اللغة الإنجليزية لطلبة الماجستير ممن هم في حاجة إلى تحسين مستواهم فيها. وتضطلع وحدة تطوير المناهج بمهام تصميم وتطوير المقررات التي يقدمها المركز لطلاب الجامعة بمختلف أنواعها. ويتم ذلك من خلال إجراء البحوث والدراسات وإقامة الندوات والمؤتمرات في مجال تدريس اللغة الإنجليزية، هذا بالإضافة إلى الاستعانة بالخبراء المتخصصين في مجال إعداد وتصميم مناهج ومقررات اللغة الإنجليزية. ومن أجل الارتقاء بالعملية التعليمية إلى أفضل المستويات يقوم المركز بإعداد وإقامة الدورات التدريبية لأعضاء هيئة التدريس وذلك بالتعاون مع الجهات ذات العلاقة في هذا المجال سواء داخل الجامعة أو خارجها. كما يقوم المركز بعقد مؤتمر سنوي حول القضايا المتعلقة بتدريس اللغة الإنجليزية، ويستقطب هذا المؤتمر عددا كبيرا من المشاركين.
ومن أجل القيام بالدور المنوط به وتحقيق الأهداف المرسومة له في مجال تدريس اللغة الإنجليزية في الجامعة فقد زود المركز بالوسائل والإمكانيات التي تعينه على ذلك. ويعدّ مركز الموارد من أهم التسهيلات المتاحة بالمركز حيث يضم ثلاثة معامل للحاسب الآلي ومعملين للتعلم الإلكتروني تحتوي على عدد كبير من الحواسيب المزودة بأحدث برامج التعلم الذاتي للغة الإنجليزية. ويضم المركز أيضًا مكتبة تحتوي على العديد من الكتب والمواد السمعية والبصرية التي تتناسب مع جميع المستويات. وتتمتع جامعه السلطان قابوس بمستوى جيد من التعليم ورئيس الجامعة الحالي هو الدكتور جونغكوك ال جيون وهو الرئيس الخامس في تاريخ الجامعة العريق.

## رؤساء الجامعة
1- الشيخ / عامر بن علي بن عمير المرهوبي (1986-1987)
2- الدكتور/ يحيى بن محفوظ المنذري (1987-1997)
3- محمد الزبير (1997-2001)
4- الدكتور/ سعود بن ناصر الريامي (2001-2008)
5- الدكتور/ علي بن سعود البيماني (2008-2020)
6- صاحب السمو الدكتور/ فهد بن الجلندى آل سعيد (2020- حتى الآن)

## أبرز الخريجين
- د. عبد المنعم بن منصور الحسني. وزير الإعلام (سابقا) في سلطنة عمان.
- د.عبد الله بن حمد بن سليم النهدي مدير مركز البحوث في وزارة الزراعة والثروة السمكية.
- د عبد الله بن ناصر الحراصي. وزير الإعلام، رئيس الهيئة العامة للإذاعة والتلفزيون (سابقاً) في سلطنة عمان.
- عائشة بنت خلفان السيابية. رئيس الهيئة العامة للصناعات الحرفية في سلطنة عمان.
- د. حمود بن خلفان الحارثي. وكيل وزارة التربية والتعليم (سابقاً في سلطنة عمان.
- د. شريفة بنت خلفان اليحيائية. وزيرة التنمية الاجتماعية سابقا في سلطنة عمان.
- د. أحمد بن محمد الفطيسي. وزير النقل والاتصالات (سابقاً) في سلطنة عمان.
- د. بدرية بنت إبراهيم الشحية.أكادمية وروائية.
- محاد بن سعيد بن علي باعوين، وزير للعمل.
- أ.د. رحمة بنت إبراهيم المحروقية، وزيرة التعليم العالي والبحث العلمي والابتكار.
- ليلى بنت عوض بن أحمد النجار، وزيرة التنمية الاجتماعية.

## وصلات خارجية
- موقع جامعة السلطان قابوس
- موقع مؤتمر البرمجيات الحرة والمفتوحة المصدر